# Urophycis
Genre
Urophycis est un genre de poissons marins appartenant à l'ordre des Gadiformes.

## Liste des espèces (appelées merluche)
Selon FishBase (16 février 2016) et World Register of Marine Species (16 février 2016) :
- Urophycis brasiliensis (Kaup, 1858)
- Urophycis chuss (Walbaum, 1792) - merluche écureuil
- Urophycis cirrata (Goode & Bean, 1896)
- Urophycis earllii (Bean, 1880)
- Urophycis floridana (Bean & Dresel, 1884)
- Urophycis mystacea Miranda Ribeiro, 1903
- Urophycis regia (Walbaum, 1792) - merluche tachetée
- Urophycis tenuis (Mitchill, 1814) - merluche blanche

Auxquels d'autres auteurs ajoutent:
- Urophycis chesteri (Goode and Bean, 1878) - merluche à longues nageoires (nommé Phycis chesteri par FishBase et ITIS)

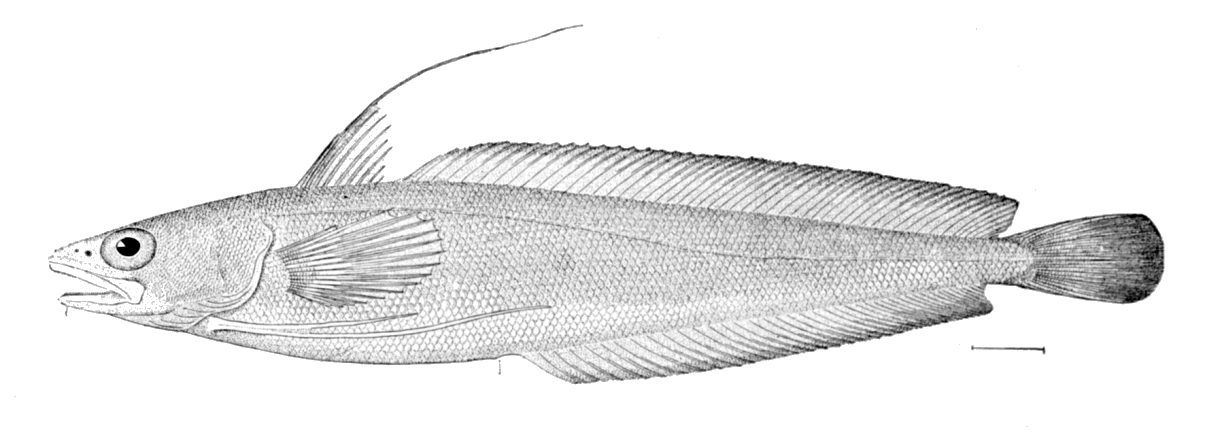
Urophycis chuss
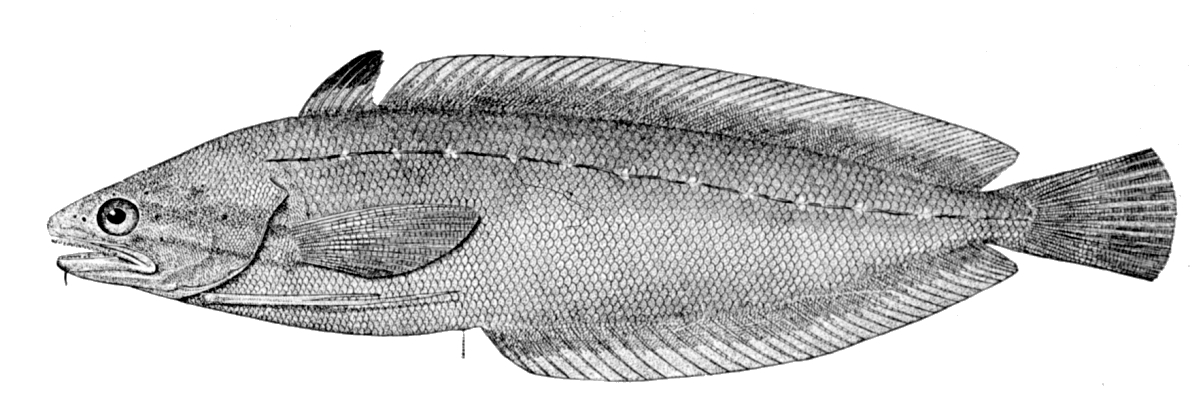
Urophycis regia
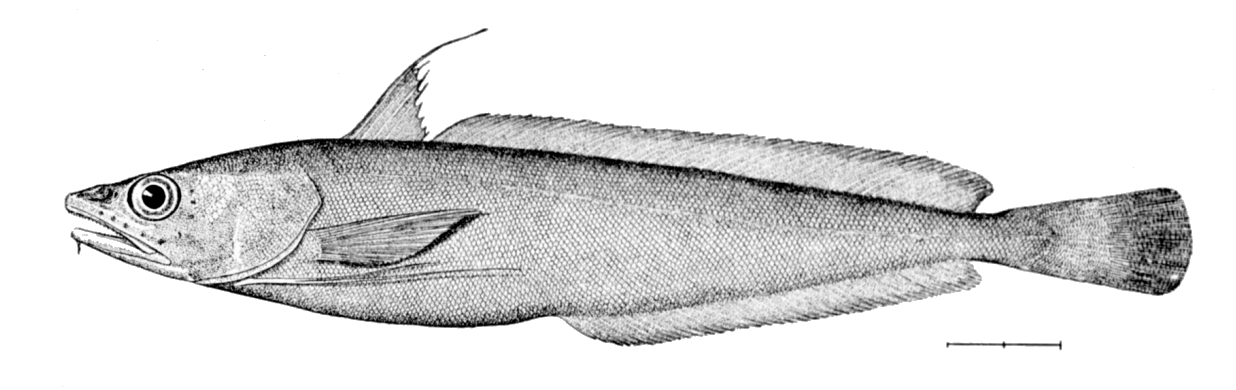
Urophycis tenuis